# La Sixième Extinction (X-Files)
Pour les articles homonymes, voir La Sixième extinction.
La Sixième Extinction (The Sixth Extinction et The Sixth Extinction II: Amor Fati) est un double épisode constituant les 1er et 2e épisodes de la saison 7 de la série télévisée X-Files. Dans cet épisode, qui fait partie de l'arc mythologique de la série, Mulder souffre d'une hyperactivité cérébrale qui le rend télépathe mais le tue à petit feu tandis que Scully cherche des réponses à sa condition en Afrique.
Cet épisode, dont la deuxième partie est inspirée par le roman La Dernière Tentation du Christ, a obtenu des critiques plutôt favorables.

## Résumé

### Première partie
En Côte d'Ivoire, Scully, qui étudie le vaisseau spatial découvert sur la plage, est témoin d’étranges évènements : sa tente est envahie par une nuée d'insectes, l'eau de l'océan se met à bouillir, puis prend une coloration rouge sang. Scully est rejointe sur place par le docteur Amina Ngebe, puis par le docteur Barnes. Pendant ce temps, Mulder, interné dans une cellule capitonnée en raison de son hyperactivité cérébrale, demande à Skinner d'aller chercher Michael Kritschgau. Kritschgau, qui a été renvoyé de son poste au Pentagone, accepte de procéder à des tests sur Mulder et lui injecte de la phénytoïne pour ralentir son activité cérébrale. Les tests confirment que Mulder est doté de facultés télépathiques.
Scully, Barnes et Ngebe déchiffrent certaines inscriptions sur le vaisseau mais le comportement de Barnes devient de plus en plus irrationnel et il retient Scully et Ngebe dans leur tente sous la menace d'une machette. Les deux femmes parviennent néanmoins à l'assommer et à s'enfuir. Scully a alors une vision qui la persuade de retourner aux États-Unis. Diana Fowley surprend Skinner et Kritschgau en train d'injecter de la phénytoïne à Mulder, et l'état de celui-ci s'aggrave. Barnes assassine son chauffeur mais celui-ci revient ensuite à la vie et tue le docteur. Quand Ngebe revient au campement avec la police, elle trouve le corps de Barnes et constate la disparition du vaisseau spatial.

### Deuxième partie
Mulder, désormais dans un état catatonique, reçoit la visite de sa mère et de l'homme à la cigarette. Ce dernier lui révèle qu'il est son véritable père et lui administre une drogue qui le guérit. Sa mère et lui le font ensuite sortir de l'hôpital. De son côté, Kritschgau explique à Scully que le fragment du vaisseau spatial a réactivé chez Mulder l'huile noire qui l'avait infecté trois ans plus tôt et qu'il est la preuve vivante de l'existence de la vie extraterrestre. Scully et Skinner apprennent ensuite que Mulder a quitté l'hôpital. L'homme à la cigarette emmène Mulder dans une banlieue résidentielle où il retrouve Gorge profonde. Celui-ci lui explique qu'il a simulé sa mort pour trouver la paix et suggère à Mulder de faire de même. Pendant ce temps, Scully cherche vainement à retrouver la trace de Mulder. Albert Hosteen vient alors la trouver pour la convaincre de persévérer.
Mulder est en réalité détenu, inconscient depuis le début, dans une installation médicale par l'homme à la cigarette et Diana Fowley. Dans le rêve qu'il vit, il abandonne sa quête, retrouve sa sœur Samantha, se marie avec Fowley et a des enfants. Il vieillit et voit tous ses proches mourir jusqu'à ce qu'il ne reste que lui et l'homme à la cigarette, qui demeure inchangé dans un monde dévasté envahi par les extraterrestres. Dans la réalité, Mulder et l'homme à la cigarette sont opérés afin que les tissus crâniens extraterrestres de Mulder (incluant son immunité à l'huile noire) soient implantés chez l'homme à la cigarette. Krycek tue Kritschgau et brûle ses documents. Fowley, prise de remords, laisse à Scully son passe lui permettant d'entrer dans l'installation médicale. Dans son rêve, Mulder reçoit la visite de Scully, qui le persuade de continuer à se battre, alors que dans la réalité, elle trouve Mulder désormais seul et l'aide à s'enfuir. Une semaine plus tard, Scully passe voir Mulder, qui se remet chez lui. Elle lui apprend que Fowley a été trouvée morte, Mulder lui révélant en retour qu'Hosteen n'a pas pu lui rendre visite car il est mort de son cancer au Nouveau-Mexique. Tous les deux s'avouent ensuite qu'ils sont leurs pierres de touche respectives.

## Distribution
- David Duchovny : Fox Mulder
- Gillian Anderson : Dana Scully
- Mitch Pileggi : Walter Skinner
- Mimi Rogers : Diana Fowley
- John Finn : Michael Kritschgau
- Michael Ensign : le docteur Barnes (première partie seulement)
- Jo Nell Kennedy : le docteur Amina Ngebe (première partie seulement)
- William B. Davis : l'homme à la cigarette (deuxième partie seulement)
- Nicholas Lea : Alex Krycek (deuxième partie seulement)
- Jerry Hardin : Gorge profonde (deuxième partie seulement)
- Martin Grey : l'agent Flagler (deuxième partie seulement)
- Rebecca Toolan : Teena Mulder (deuxième partie seulement)
- Floyd Westerman : Albert Hosteen (deuxième partie seulement)
- Megan Leitch : Samantha Mulder (deuxième partie seulement)

## Production

### Écriture du scénario
Chris Carter voit la première partie de La Sixième Extinction comme un épisode de transition chargé de faire le lien entre Biogenèse et la deuxième partie, qui traite pour sa part beaucoup plus des choix de Mulder dans la vie que de la mythologie de la série. Les scénaristes commencent avec cette histoire à mettre en place pour la mythologie de la série une « combinaison de science et de mysticisme, d’extraterrestres et de religion » qui perdurera jusqu'à la fin de la 9e saison. Alex Krycek devait avoir à l'origine un rôle beaucoup plus important dans l'histoire, Mulder faisant appel à lui et non à Michael Kritschgau pour l'aider, mais l'indisponibilité de l'acteur Nicholas Lea oblige Carter à revoir ses plans et à renoncer par la même occasion à l'écriture d'un épisode centré sur ce personnage.
Chris Carter travaille sur la première partie de l'épisode tandis que David Duchovny développe l'histoire de la deuxième partie, à laquelle Carter ajoute ensuite certains éléments. Duchovny se consacre particulièrement aux parties concernant le rêve et les choix de Mulder et s'inspire pour cela du roman La Dernière Tentation du Christ (1954) en incorporant dans l'épisode plusieurs concepts de ce livre. Comme Jésus-Christ dans le roman, Mulder est destiné à un rôle de sauveur de l'humanité mais est soumis à la tentation du bonheur simple d'une vie normale. Scully joue le rôle de Judas Iscariote dans le roman en apparaissant à la fin pour le faire renoncer à sa tentation, tandis que Diana Fowley tient celui de Marie-Madeleine. L'écriture du scénario est compliquée par le fait que Carter et Duchovny ne se parlent pas à cette époque car Duchovny a intenté un procès à la Fox. Tous les deux échangent donc leurs pages de scénario en passant par un intermédiaire.
La tagline habituelle du générique, The Truth Is Out There, est transformée pour la deuxième partie de l'épisode en Amor Fati, locution latine signifiant « l'amour du destin » et qui est par ailleurs un concept important de la philosophie de Friedrich Nietzsche. Amy Donaldson explique dans son livre que cela signifie dans le contexte de l'épisode que Mulder doit aimer la souffrance que lui apporte sa poursuite de la vérité et l'accepter passivement afin d'adhérer pleinement à sa quête.

### Tournage
La Sixième Extinction est filmé après les tournages des épisodes Appétit monstre et Chance en raison de l'emploi du temps de David Duchovny et Gillian Anderson. Les préparatifs du tournage se font dans une certaine confusion car le réalisateur n'est pas encore informé du déroulement précis de l'histoire, Carter et Duchovny travaillant encore dessus. Pour la scène où la tente de Scully est envahie par des insectes, 50 000 criquets morts sont loués à un entomologiste. Du popcorn et de la mousse sont envoyés sur Gillian Anderson par des ventilateurs et sont remplacés par des insectes en postproduction.
Nicholas Lea étant indisponible en raison de sa participation au tournage du film Vertical Limit, il est remplacé par une doublure pour une des deux scènes dans laquelle il apparaît, l'autre ayant été filmée pendant le tournage de Biogenèse. Des jumeaux sont engagés pour les scènes de Mulder avec l'enfant sur la plage afin qu'elles puissent toutes être tournées en un seul jour, ce qui n'aurait pas été possible avec un seul garçon en raison de la législation sur le travail des enfants. La banlieue résidentielle du rêve de Mulder est située en réalité entre Malibu et Pacific Palisades. La scène de l'opération de Mulder est ouvertement une référence à la crucifixion du Christ avec la table en forme de croix et l'anneau métallique enserrant sa tête qui renvoie à la couronne d'épines. Le tournage de cette scène est décrit comme « très inconfortable » par William B. Davis, qui ajoute que son seul réconfort était que sa position douloureuse sur la table était partagée par le scénariste de la scène.
La scène où l'homme à la cigarette révèle un monde dévasté envahi par les extraterrestres est obtenue en utilisant un plateau conçu spécialement et la technique du matte painting. Les explosions sont filmés séparément puis intégrés numériquement à la scène. La dernière scène de l'épisode entre Mulder et Scully est réécrite et tournée une deuxième fois pendant la phase de montage car sa première version est jugée émotionnellement trop faible par Chris Carter. Une scène coupée de l'épisode présente l'homme à la cigarette se réveillant après l'opération, un docteur lui apprenant alors l'évasion de Mulder.

## Accueil

### Audiences
Lors de sa première diffusion aux États-Unis, la première partie de l'épisode réalise un score de 10,6 sur l'échelle de Nielsen, avec 16 % de parts de marché, et est regardée par 17,82 millions de téléspectateurs, ce qui en fait l'épisode connaissant le meilleur taux d'audience de la 7e saison. La deuxième partie obtient quant à elle un score de 10,1, avec 14 % de parts de marché, et est suivie par 16,15 millions de téléspectateurs.

### Accueil critique
L'épisode reçoit un accueil plutôt favorable, particulièrement pour sa deuxième partie, de la critique. Parmi les critiques positives, Rich Rosell, du site Digitally Obsessed, donne respectivement aux deux parties les notes de 4/5 et 4,5/5. Dans son livre, Tom Kessenich évoque une première partie dans la lignée de Biogenèse et salue les scènes oniriques « inspirées » de la deuxième partie. Dans leur livre sur la série, Robert Shearman et Lars Pearson donnent respectivement aux deux parties les notes de 3,5/5 et 4/5. Sarah Stegall, du site Munchkyn Zone, lui donne la note de 3/5.
Du côté des critiques mitigées ou négatives, Todd VanDerWerff, du site The A.V. Club, donne respectivement aux deux parties les notes de C et de B. Paula Vitaris, de Cinefantastique, donne respectivement aux deux parties les notes de 1,5/4 et 2/4. Le site Le Monde des Avengers lui donne la note de 2/4.